# Friedhelm Koch
Friedhelm Koch (* 10. Oktober 1937 in Siegen) ist ein deutscher Brigadegeneral außer Dienst der Luftwaffe der Bundeswehr.

## Leben
Koch trat nach dem Abitur 1957 im selben Jahr in die Luftwaffe ein, war Gruppenführer Zugführer, Ordonnanzoffizier im Luftwaffenausbildungsregiment 1 an den Standorten Uetersen, Altenwalde und Pinneberg, Hörsaalleiter an der Offizierschule der Luftwaffe, Kompaniechef im und stellvertretender Bataillonskommandeur des Offizieranwärterbataillons der Luftwaffe. 1968 bis 1968 wurde er zum Flugkörperoffizier ausgebildet. Von 1969 bis 1971 absolvierte er den 14. Generalstabslehrgang Luftwaffe an der Führungsakademie der Bundeswehr in Hamburg, wo er zum Offizier im Generalstabsdienst ausgebildet wurde. Danach war er Referent im Führungsstab der Luftwaffe (Fü L) IV 1, Branch Chief im Hauptquartier der Alliierten Luftstreitkräfte Europa Mitte in Ramstein, Abteilungsleiter A3 im Luftwaffenausbildungskommando in Köln, Referatsleiter Fü L IV 2, Chef des Stabes des Luftwaffenamtes in Köln und stellvertretender Befehlshaber und Chef des Stabes des Territorialkommandos Süd in Mannheim. Ab 1991 war Koch war Leiter der Projektgruppe Luftwaffenstruktur 4 im Luftwaffenamt in Köln und ab 1994 Abteilungsleiter und General für Personal und Ausbildung im Luftwaffenamt in Köln. Am 31. März 1998 wurde er in den Ruhestand versetzt.
1995 wurde Koch in den Ritterorden vom Heiligen Grab zu Jerusalem investiert und ist dessen Komtur. Er ist seit 1996 Ehrenmitglied der katholischen Studentenverbindung KDStV Staufia Bonn im CV und war dessen Vorstandsmitglied bei der Cartellversammlung 2007/08 in Bonn. Er ist Mitglied des Malteserordens und seit 1998 Länderkoordinator der Malteser für Rumänien. Koch lebt in Neunkirchen.
Koch ist katholisch, verheiratet und hat vier Söhne.

## Auszeichnungen
- Verdienstkreuz am Bande des Verdienstordens der Bundesrepublik Deutschland (1977)
- Verdienstkreuz 1. Klasse des Verdienstordens der Bundesrepublik Deutschland (1987)
- Ehrenkreuz der Bundeswehr in Gold (1989)
- Päpstlicher Silvesterorden (1995)